# Saint-Jean-de-Moirans
Saint-Jean-de-Moirans – miejscowość i gmina we Francji, w regionie Owernia-Rodan-Alpy, w departamencie Isère.
Według danych na rok 1990 gminę zamieszkiwało 2399 osób, a gęstość zaludnienia wynosiła 373 osób/km² (wśród 2880 gmin regionu Rodan-Alpy Saint-Jean-de-Moirans plasuje się na 367. miejscu pod względem liczby ludności, natomiast pod względem powierzchni na miejscu 1402.).